# Ranunculus concinnus
Ranunculus concinnus là một loài thực vật có hoa trong họ Mao lương. Loài này được (Hook. f.) Melville miêu tả khoa học đầu tiên năm 1955.